# Mount Tukosmera
Der Mount Tukosmera (auch: Mount Tukuwa Smera, Mount Toukosméreu) ist der höchste Berg der Insel Tanna, Vanuatu. 

## Geographie
Der Berg befindet sich im Süden der Insel. Er ist einer von mehreren Gipfeln (Mount Kuarua, Mount Ningkares, Mount Nuraku, Mount Takuerveinaumu, Mount Nuprou, Mount Malen). Im Zeitalter des Pleistozän war der Vulkan aktiv; anders als der Yasur ist er aber mittlerweile erloschen.
Der Berg hat eine spezielle religiöse Bedeutung für die Anhänger der John-Frum-Bewegung und wird als einer der Orte genannt, wo Götter herkommen.